# Membracis fairmairi
Membracis fairmairi är en insektsart som beskrevs av Goding 1928. Membracis fairmairi ingår i släktet Membracis och familjen hornstritar. Inga underarter finns listade i Catalogue of Life.